# Análisis tiempo-frecuencia
En el procesamiento de señales el análisis tiempo-frecuencia es un conjunto de técnicas para la caracterización y manipulación de señales cuyas estadísticas varían en el tiempo, como las señales transitorias.
Es una generalización y perfeccionamiento del análisis de Fourier, en el que las frecuencias son constantes en el tiempo. Debido a que muchas señales de interés -como el habla, música, imagenes y señales de médicas- tienen frecuencias cambiantes, el análisis tiempo-frecuencia tiene un alcance amplio.

Considerando que la técnica de la transformada de Fourier se puede ampliar para obtener el espectro de frecuencias de cualquier señal de crecimiento lento localmente integrable, esto requiere una descripción completa de la conducta de la señal a lo largo del tiempo. De hecho, se puede pensar en puntos en el dominio de la frecuencia (espectral) como manchas que acumulan información desde todo el dominio del tiempo. Sin embargo, a pesar de que matemáticamente esta técnica es elegante, no es apropiada para el análisis de una señal con comportamiento futuro indeterminado. Por ejemplo, en el análisis tiempo-frecuencia, se debería presuponer cierto grado de comportamiento futuro indeterminado en cualquier sistema de telecomunicaciones para lograr la entropía no nula (si ya se sabe lo que el otro va a decir, no se puede aprender nada).

Para aprovechar el poder de una representación en frecuencia sin la necesidad de una caracterización completa en el dominio temporal, se obtiene primero la distribución tiempo-frecuencia de la señal, lo que representa la señal tanto en el dominio temporal como el de la frecuencia simultáneamente. En esta representación el dominio de la frecuencia sólo refleja el comportamiento de una versión localizada de la señal en el tiempo. Esto permite analizar de manera sensible señales cuyos componentes frecuenciales varían en el tiempo.
- Datos: Q7806653
- Multimedia: Time-frequency analysis / Q7806653